# Izvoarele Nerei
Izvoarele Nerei alcătuiesc o arie protejată de interes național ce corespunde categoriei a IV-a IUCN (rezervație naturală de tip mixt), situată în Banat, pe teritoriul județului Caraș-Severin.

## Localizare
Aria naturală se află în Munții Banatului (în versantul sudic al Munților Semenicului), în partea central sud-estică a județului Caraș-Severin, pe teritoriul administrativ al comunei Prigor, în nord-vestul satului Borlovenii Vechi.

## Descriere
Rezervația naturală a fost declarată arie protejată prin Legea Nr.5 din 6 martie 2000 (privind aprobarea Planului de amenajare a teritoriului național - Secțiunea a III-a - zone protejate) și se întinde pe o suprafață de 5.028 ha. Aceasta este inclusă în Parcul Național Semenic - Cheile Carașului, parc natural aflat pe suprafața teritorială a sitului de importanță comunitară Cheile Nerei - Beușnița.
Aria naturală prezintă un relief alcătuit din micașisturi, granite și granodiorite; cu versanți scurți și înclinați în partea superioară și versanți lungi la baza rezervației, cu izvoare (izvoarele Nerei ce adună în văi înguste și adânci apele pâraielor Coșava Mare, Coșava Mică, Hiclișag, Nerganița, care pe alocuri formează mici cascade), abrupturi, lapiezuri, ponoare, pajiști; cu floră și faună specifică lanțului Carpaților Occidentali și în special a grupei montane a Munților Banatului.

## Biodiversitate
Rezervația naturală fost înființată în scopul protejării biodiversității și menținerii într-o stare de conservare favorabilă a florei și faunei sălbatice aflate în sud-vestul țării, în Munții Semeniclui.

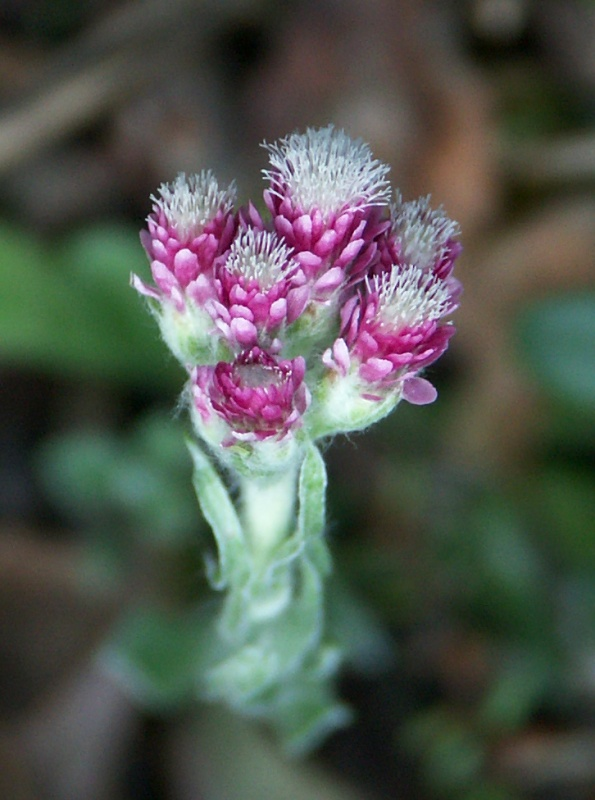
Floarea-semenicului (Anntenaria dioica)

Flora rezervației este alcătuită din păduri virgine de fag (Fagus sylvatica), păduri dacice de stejar (Qercus robur), carpen (Carpinus betulus) sau tei (Tilia), precum și specii floristice de colțișor (Dentaria bulbifera sau Dentaria glandulosa), măcrișul iepurelui (Oxalis acetosella), vinariță (Asperula odorata), horști (Luzula alpinopilosa), specia de rogoz Carex pilosa sau specia de rubus, Rubus hirtus. 
Speciile endematice sunt reprezentate de elemente floristice constituite din cimbrișor de câmp (Thymus serpyllum), garofiță bănățeană (Dianthus banaticus), o specie de brândușă bănățeană galbenă (Crocus banaticus), floarea-semenicului (parpian) (Anthenaria dioica), sânziene de pădure (Galium schultesii), crin de pădure (Linum uninerve).
Fauna este reprezentată de o gamă diversă de mamifere, păsări, reptile și amfibieni; dintre care unele protejate la nivel european sau aflate pe lista roșie a IUCN.

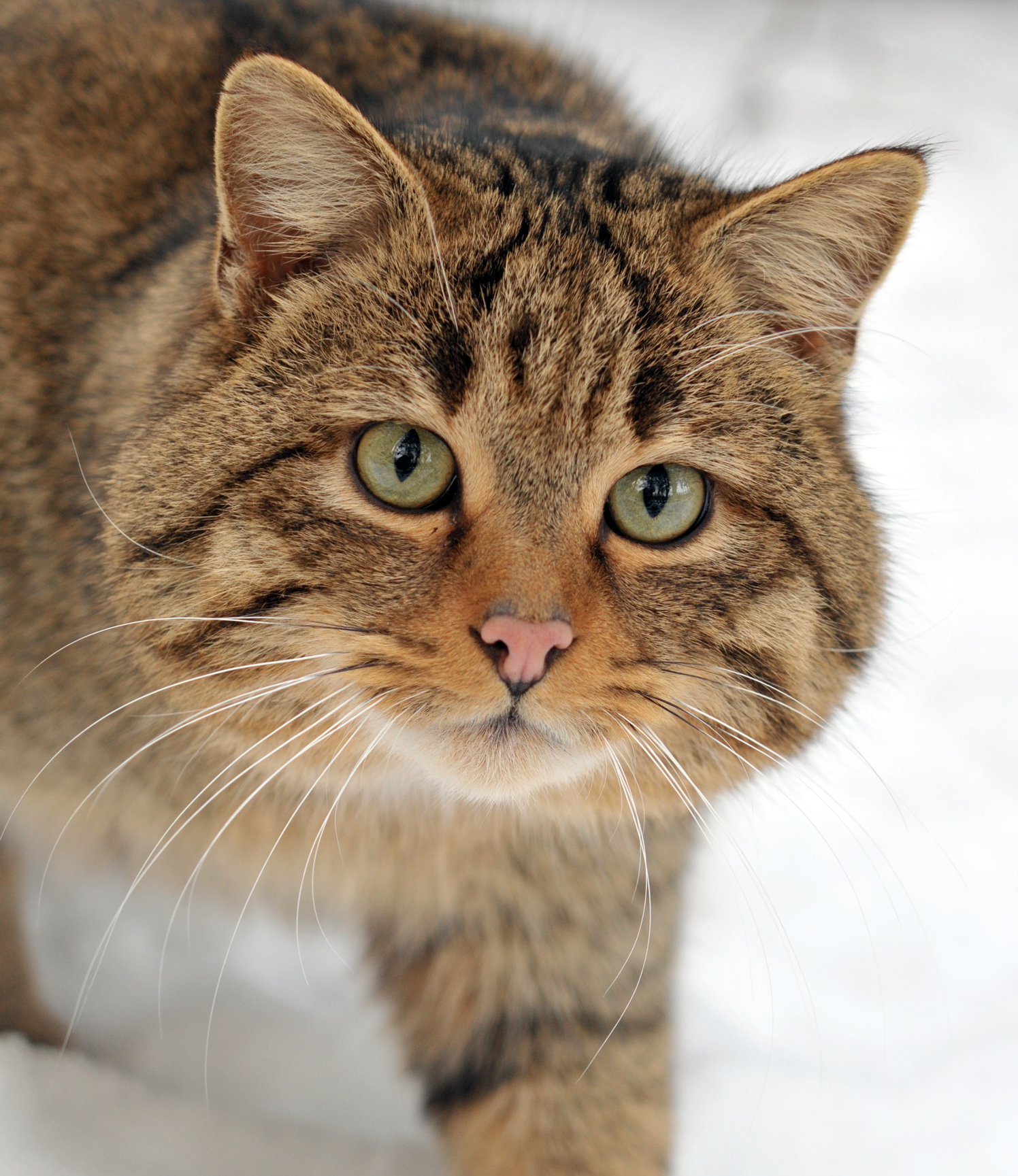
Pisică sălbatică (Felis silvestris silvestris)

Specii de mamifere: urs brun (Ursus arctos), lup cenușiu (Canis lupus), vidră de râu (Lutra lutra), râs eurasiatic (Lynx lynx), pisică sălbatică (Felis silvestris silvestris), cerb (Cervus elaphus L.), căprioară (Capreolus capreolus), mistreț (Sus scrofa), vulpe (Vulpes vulpes crucigera), veveriță (Ciurus vulgaris)
Păsări: vulturul alb (Neophron percnopterus), lăstun mare (Apus apus), lăstun de stâncă (Hirundo rupestris), pietrarul bănățean (Oeananthe hispanica), presura bărboasă (Emberiza cirlus), rândunica roșcată (Hirundo daurica), striga (Tyto alba)
Reptile și amfibieni: șopârlă de câmp (Lacerta agilis), viperă cu corn (Vipera ammodytes), gușter (Lacerta viridis), salamandră (Salamandra salamandra),  broască râioasă verde (Bufo viridis), broasca roșie de munte (Rana temporaria).

## Căi de acces
- Drumul național (DN6) - Caransebeș - Buchin - Bucoșnița - Slatina-Timiș - drumul județean (DJ582), spre Brebu Nou - Văliug - Crivaia, urmând un drum forestier până la Cantonul Bârzavița.
- Drumul județean (DJ582B) - Reșița - Văliug - Crivaia, urmând aceelași traseu

## Monumente și atracții turistice
În vecinătatea ariei naturale se află câteva obiective de interes istoric, cultural și turistic; astfel:
- Ansamblul de mori din Borlovenii Noi (Moara "din sat", Moara de la Truică, Moara din Cheie, Moara din Furci, Moara de la Basu, Moara de la Zăvoi), construcție secolul al XX-lea, monument istoric.
- Ansamblul de mori din Prigor (Moara din Țarină, Moara din Vama I, Moara din Vama II, Moara de la Pod I, Moara de la Pod II, Moara de sub Priboi, Moara de pe Piatră, Moara din Lunci I, Moara din Lunci II, Moara Ibilcina I, Moara Ibilcina II, Vâltoarea de la Seabicerin), construcție secolul al XX-lea, monument istoric.
- Ansamblul de mori din Putna (Moara mică, Moara "din capăt", Moara "de pe vale", Moara lui Calina), construcție secolul al XX-lea, monument istoric.
- Așezarea romană de la Pătaș (sec. II - III p. Chr., Epoca romană).